# Eparchie tomská
Eparchie Tomsk je eparchie ruské pravoslavné církve nacházející se v Rusku.

## Území a titul biskupa
Zahrnuje správní hranice území města Tomsk a Seversk, také Koževnikovského, Šegarského, Asinovského, Pervomajského, Zyrjanského a Těguldětského rajónu Tomské oblasti.
Eparchiálnímu biskupovi náleží titul biskup tomský a asinovský.

## Historie
Roku 1620 byla zřízena tobolská eparchie která zahrnovala současné území eparchie.
Dne 22. dubna 1832 došlo ke zřízení samostatné tomské eparchie. První biskup byl jmenován roku 1834. Prvnímu biskupovi bylo v Černihivj předáno biskupské žezlo svatého Feodosija Černigovského. Tato relikvie se předávala z biskupa na biskupa a stala se symbolem tomské eparchie.
Se vznikem eparchie se církevní život v tomto regionu stává organizovanější. Eparchie vzkvétala v letech biskupské služby svatého Makaria (Něvského).
Roku 1917 započala perzekuce církve a roku 1940 byly všechny chrámy uzavřeny, mnohé byly zničeny, znesvěceny a eparchie přestala existovat.
Roku 1945 byl otevřen katedrální chrám svatých Petra a Pavla a o rok později chrám Svaté Trojice. Později byly otevřeny další tři chrámy. V této době vznikl tomský vikariát novosibirské eparchie.
Dne 7. října 1995 byla rozhodnutím Svatého synodu byla obnovena samostatná tomská eparchie.
Dne 12. března 2013 byla rozhodnutím Svatého synodu zřízena z části území eparchie nová eparchie kolpaševská. Stejného dne byla vytvořena metropole tomská.

## Seznam biskupů
- 1834–1840 Agapit (Vozněsenskij)
- 1841–1853 Afanasij (Sokolov)
- 1854–1860 Parfenij (Popov)
- 1860–1864 Porfirij (Sokolovskij)
- 1865–1866 Vitalij (Věrtogradov)
- 1867–1868 Alexij (Novosjolov)
- 1868–1876 Platon (Trojepolskij)
- 1876–1883 Petr (Jekatěrinovskij)
- 1883–1886 Vladimir (Petrov)
- 1886–1891 Isaakij (Položenskij)
- 1891–1912 Makarij (Něvskij) svatořečený
- 1912–1914 Mefodij (Gerasimov)
- 1914–1920 Anatolij (Kamenskij) svatořečený mučedník
- 1920–1921 Iakov (Pjatnickij)
- 1921–1923 Andrej (Uchtomskij) svatořečený mučedník
  - 1921–1922 Viktor (Ostrovidov) dočasný správce svatořečený vyznavač
- 1923–1927 Dimitrij (Bělikov)
  - 1928–1930 German (Kokel) dočasný správce svatořečený mučedník
- 1930–1933 Fostirij (Maksimovskij)
- 1933–1935 Sergij (Vasilkov)
- 1935–1935 Boris (Šipulin)
- 1935–1936 Serafim (Kokotov)
- 1936–1937 Serafim (Šamšin)

### Tomský vikariát novosibirské eparchie
- 1991–1993 Sofronij (Buďko)

### Tomská eparchie
- - 1995–1997 Sergij (Sokolov) dočasný správce
- 1997–1998 Arkadij (Afonin)
  - 1998–1998 Sergij (Sokolov) dočasný správce
- od 1998 Rostislav (Děvjatov)